# أنقليس جنوبي
أنقليس جنوبي (الاسم العلمي: Anguilla australis) (بالإنجليزية: Short-finned eel)‏ هو نوع من الأسماك يتبع جنس الأنقليس من الفصيلة الأنقليسية.